# Сердюки (Полтавская область)
Сердюки (укр. Сердюки) — село,
Калашниковский сельский совет,
Полтавский район,
Полтавская область,
Украина.
Код КОАТУУ — 5324081308. Население по переписи 2001 года составляло 273 человека.

## Географическое положение
Село Сердюки примыкает к селу Калашники.